# 上志津原
上志津原（かみしづはら）は、千葉県佐倉市の大字。郵便番号285-0844。

## 地理
北は上志津、北東は中志津、上志津、東は下志津原、四街道市大日、南東は下志津原、南は千葉市花見川区宇那谷町、南西は千葉市花見川区み春野、西は八千代市勝田、北西は西志津、上志津に隣接している。

## 世帯数と人口
2017年（平成29年）10月31日現在の世帯数と人口は以下の通りである。
| 大字     | 世帯数    | 人口    |
| -------- | --------- | ------- |
| 上志津原 | 1,012世帯 | 2,431人 |

## 小・中学校の学区
市立小・中学校に通う場合、学区は以下の通りとなる。
| 地域    | 小学校               | 中学校               |
| ------- | -------------------- | -------------------- |
| 1～6    | 佐倉市立南志津小学校 | 佐倉市立上志津中学校 |
| 8～1322 | 佐倉市立南志津小学校 | 佐倉市立上志津中学校 |

## 施設
- 上志津原自治会館はらトピア
- 佐倉市水道部志津浄水場
- 上志津原街区公園
- 南中野公園
- 上志津原南公園
- 幸野公園

## 交通

### 道路
- 都道府県道
  - 千葉県道155号四街道上志津線